# Historia de Nueva York (1946-1977)
Inmediatamente después de la Segunda Guerra Mundial, Nueva York se hizo conocida como una de las ciudades más grandes del mundo. Sin embargo, después de alcanzar su punto máximo de población en 1950, la ciudad comenzó a sentir los efectos de la suburbanización provocada por nuevas comunidades de viviendas como Levittown, una recesión en la industria y el comercio a medida que las empresas se iban a lugares donde era más barato y más fácil de operar, un aumento en la delincuencia y un repunte en su carga de asistencia social, todo lo cual llegó a su punto más bajo en la crisis fiscal de la ciudad de la década de 1970, cuando apenas evitó el incumplimiento de sus obligaciones y declararse en quiebra.

## Posguerra
Mientras muchas grandes ciudades estaban en ruinas en la posguerra de la Segunda Guerra Mundial, Nueva York asumió una nueva prominencia mundial. Se convirtió en el hogar de la Sede de la Organización de las Naciones Unidas, construida entre 1948 y 1952; heredó el papel de París como centro del mundo del arte con el expresionismo abstracto; y se convirtió en rival de Londres en los mercados financieros y artísticos internacionales. Sin embargo, la población disminuyó después de 1950, con una creciente suburbanización en el área metropolitana de Nueva York, como se inició en Levittown.
Midtown Manhattan, impulsado por la prosperidad de la posguerra, estaba experimentando un auge de la construcción sin precedentes que cambió su apariencia. Las torres de oficinas de vidrio y acero en el nuevo estilo internacional comenzaron a reemplazar las torres estilo zigurat (construidas en estilo pastel de bodas) de la era anterior a la guerra. También cambió rápidamente el borde este de East Village cerca de FDR Drive. Muchos bloques de apartamentos tradicionales fueron despejados y reemplazados por proyectos de vivienda pública a gran escala. En el Bajo Manhattan, la renovación urbana comenzó a tomar forma alrededor de 1960, liderada por la construcción del edificio One Chase Manhattan Plaza por parte de David Rockefeller.
En una ciudad edificada, la construcción implica destrucción. Después de que se demoliera la antigua Estación Pensilvania de estilo Beaux Arts, la creciente preocupación por la preservación condujo a la Ley de la Comisión de Preservación de Monumentos Históricos de 1965. La otra gran estación de trenes de la ciudad, Grand Central, también fue amenazada de demolición, pero finalmente se salvó. Mientras tanto, la red de carreteras de Nueva York se extendió bajo la dirección de Robert Moses, con el consiguiente aumento de la congestión del tráfico. La derrota en 1962 de la Autopista del Bajo Manhattan planificada por Moses por activistas comunitarios dirigidos por Jane Jacobs fue una clara señala de que Moses ya no tendría la mano libre.

## Años 1960

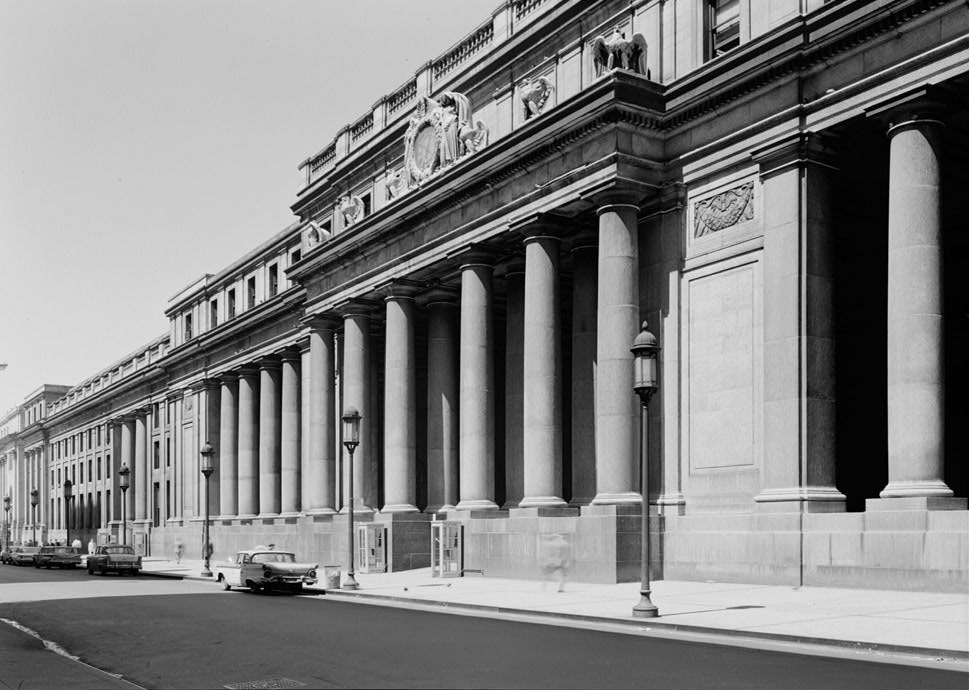
La Estación Pensilvania en 1962, dos años antes de que fuera derribada, un evento que impulsó el movimiento de preservación histórica.

Durante la década de 1960, se inició una decadencia económica y social gradual. Un síntoma de la disminución de la competitividad de la ciudad fue la pérdida de sus dos equipos de béisbol de la Liga Nacional residentes durante mucho tiempo frente a la próspera California; los Dodgers y los Giants se mudaron después de la temporada de 1957. Un vacío deportivo se llenó parcialmente con la formación de los Mets en 1962, quienes jugaron sus dos primeras temporadas en Polo Grounds, la antigua casa de los Giants, antes de mudarse al Shea Stadium en Queens en 1964.
La aprobación de la Ley de Inmigración federal de 1965, que abolió las cuotas de origen nacional, sentó las bases para una mayor inmigración de Asia, que se convirtió en la base de la moderna comunidad asiático-estadounidense de Nueva York.
El 9 de noviembre de 1965, Nueva York sufrió un apagón generalizado junto con gran parte del este de América del Norte. (La terrible experiencia de la ciudad se convirtió en el tema de la película de 1968, ¿Dónde estabas cuando se apagaron las luces?) El cambio de población de la posguerra a los suburbios resultó en el declive de la fabricación textil y otras industrias tradicionales en Nueva York, la mayoría de las cuales también operaban en instalaciones extremadamente obsoletas. Con la llegada del transporte marítimo de contenedores, esa industria se trasladó a Nueva Jersey, donde había más espacio para ella. Los barrios obreros comenzaron a deteriorarse y se convirtieron en centros de drogas y delincuencia. Los clubes de striptease y otros negocios para adultos comenzaron a llenar Times Square a fines de la década de 1960.
En 1966, la Armada desmanteló el Astillero Naval de Brooklyn, poniendo fin a un comando que se remontaba a principios del siglo XIX. Fue vendido a la ciudad. The Yard continuó como un sitio para la construcción naval durante otros once años.
Del 23 al 26 de noviembre de 1966, Nueva York estuvo cubierta por un gran episodio de smog, que llenó el aire de la ciudad con niveles dañinos de varios contaminantes tóxicos. Fue el tercer smog importante en la ciudad, luego de eventos de escala similar en 1953 y 1963.

### Alcaldía de John Lindsay
John Lindsay, un republicano liberal, fue un alcalde muy visible y carismático de 1966 a 1973. La ciudad fue un centro nacional de movimientos de protesta por los derechos civiles de los ciudadanos negros, la oposición a la Guerra de Vietnam y los nuevos movimientos feministas y homosexuales. Hubo sacudidas económicas cuando la prosperidad de la posguerra llegó a su fin con el cierre de muchas fábricas e industrias enteras. Hubo una transición demográfica con la llegada de cientos de miles de negros y puertorriqueños y un éxodo de blancos a los suburbios. Los sindicatos, especialmente en la enseñanza, el tránsito, el saneamiento y la construcción, se fracturaron por las grandes huelgas y las tensiones raciales internas.

### Huelgas y disturbios
El Sindicato de Trabajadores del Transporte de América (TWU), dirigido por Mike Quill, cerró la ciudad con una interrupción total del servicio de metro y autobús el primer día de mandato del alcalde John Lindsay. Mientras los neoyorquinos soportaban la huelga de tránsito, Lindsay comentó: "Sigo pensando que es una ciudad divertida", y caminó 6 km desde su habitación de hotel hasta el Ayuntamiento en un gesto para mostrarlo. Dick Schaap, entonces columnista del New York Herald Tribune, acuñó y popularizó el término sarcástico en un artículo titulado Fun City. En el artículo, Schaap señaló sarcásticamente que no lo era.
La huelga de tránsito fue la primera de muchas luchas laborales. En 1968, el sindicato de maestros (Federación Unida de Maestros, o UFT) se declaró en huelga por el despido de varios maestros en una escuela en Ocean Hill y Brownsville.
Ese mismo año, 1968, también vio una huelga de saneamiento de nueve días. La calidad de vida en Nueva York llegó a su punto más bajo durante esta huelga, ya que se incendiaron montones de basura y los fuertes vientos arrastraron la suciedad por las calles. Con las escuelas cerradas, la policía involucrada en una desaceleración, los bomberos amenazando con acciones laborales, la ciudad inundada de basura y las tensiones raciales y religiosas saliendo a la superficie, Lindsay más tarde llamó a los últimos seis meses de 1968 "los peores de mi vida pública"
Los disturbios de Stonewall fueron una serie de manifestaciones espontáneas y violentas contra una redada policial que tuvo lugar en la madrugada del 28 de junio de 1969 en el Stonewall Inn, en el barrio de Greenwich Village. Se citan con frecuencia como el primer caso en la historia de los Estados Unidos en el que personas de la comunidad homosexual lucharon contra un sistema patrocinado por el gobierno que perseguía a las minorías sexuales, y se han convertido en el evento definitorio que marcó el inicio del movimiento por los derechos de los homosexuales en los Estados Unidos. y alrededor del mundo

## Años 1970
Para 1970, la ciudad ganó notoriedad por las altas tasas de delincuencia y otros desórdenes sociales. Una canción popular de Cashman & West en el otoño de 1972, "American City Suite", narraba, de manera alegórica, el declive de la calidad de vida de la ciudad. El sistema de metro de la ciudad se consideraba inseguro debido a la delincuencia y sufría frecuentes averías mecánicas. Las prostitutas y los proxenetas frecuentaban Times Square, mientras que Central Park se volvió temido como lugar de atracos y violaciones. Personas sin hogar y traficantes de drogas ocuparon edificios tapiados y abandonados. El Departamento de Policía de Nueva York fue objeto de una investigación por corrupción generalizada, sobre todo en el testimonio de 1971 del oficial de policía que denunciaba irregularidades Frank Serpico. En junio de 1975, una coalición de sindicatos distribuyó un folleto a los visitantes que llegaban, advirtiéndoles que se mantuvieran alejados.

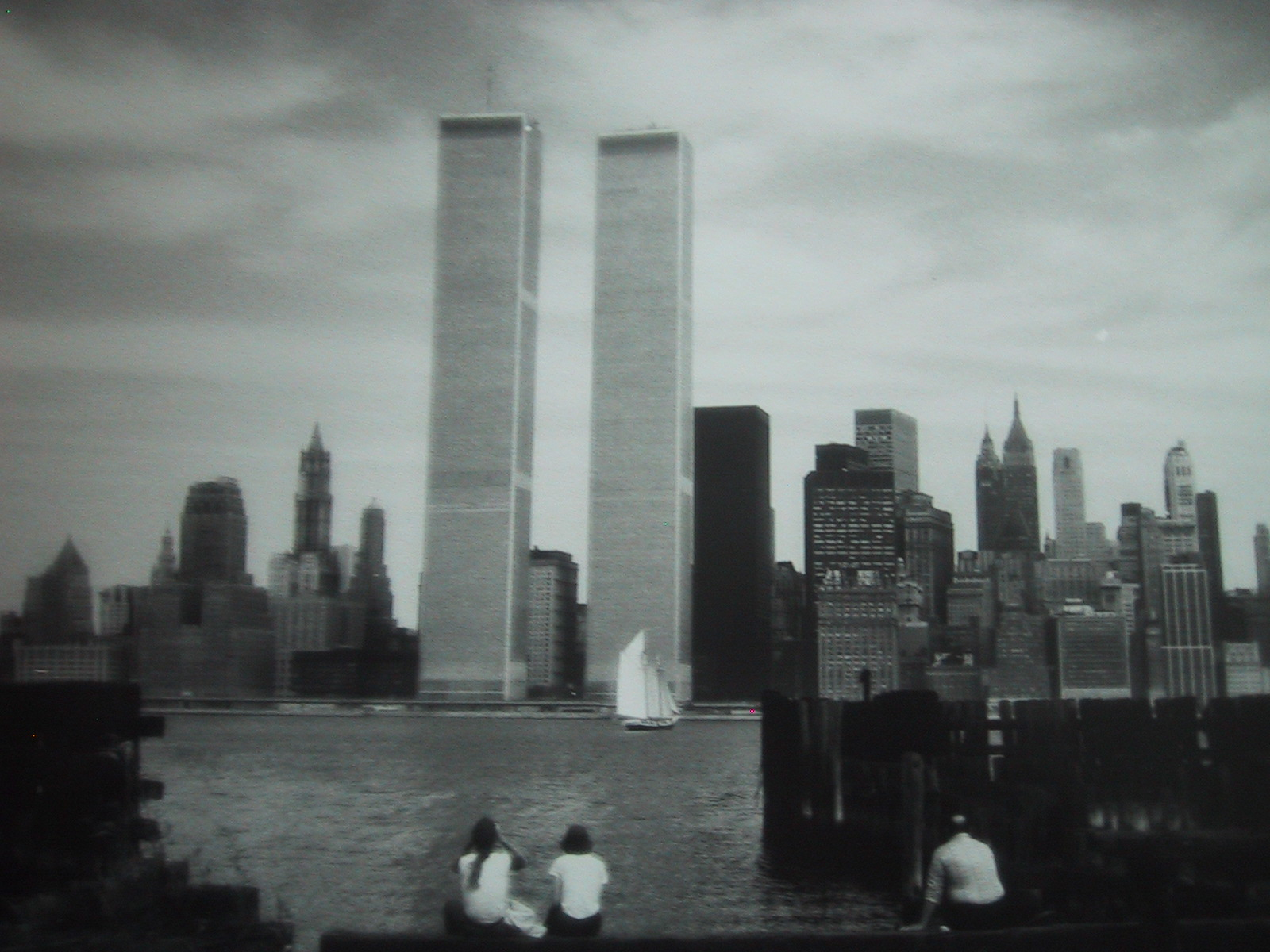
El World Trade Center, terminado en 1973

Sin embargo, la inauguración del gigantesco complejo del World Trade Center en 1972 fue uno de los pocos puntos culminantes de la historia de la ciudad en ese momento. Concebidas por David Rockefeller y construidas por la Autoridad Portuaria de Nueva York y Nueva Jersey en el sitio del distrito electrónico Radio Row en el Bajo Manhattan, las Torres Gemelas desplazaron al Empire State Building en Midtown como el edificio más alto del mundo (estas a su vez fueron remplazadas por la Torre Sears de Chicago en 1973.

### Crisis fiscal
El estancamiento económico en la década de 1970 golpeó a Nueva York con especial fuerza, amplificado por un gran movimiento de residentes de clase media hacia los suburbios, lo que drenó los ingresos fiscales de la ciudad. En febrero de 1975, la ciudad entró en una grave crisis fiscal. Bajo el alcalde Abraham Beame, la ciudad se había quedado sin dinero para pagar los gastos operativos normales, no podía pedir prestado más y enfrentaba la posibilidad de incumplir sus obligaciones y declararse en bancarrota. La ciudad admitió un déficit operativo de al menos 600 millones de dólares, aunque la deuda total real de la ciudad fue de más de 11 mil millones de dólares y la ciudad no pudo pedir prestado dinero de los mercados crediticios. Hubo numerosas razones para la crisis, incluyendo pronósticos de ingresos demasiado optimistas, fondos insuficientes para las pensiones, uso de gastos de capital para costos operativos y prácticas presupuestarias y contables deficientes. Otra perspectiva dada sobre este asunto es que, como la ciudad capitalista más grande de los Estados Unidos en ese momento, Nueva York albergaba una variedad de bienestar y beneficios para su gente, incluidos diecinueve hospitales públicos, instalaciones de transporte público y, lo que es más importante, Nueva York brindaba educación superior gratuita con el sistema Universitario Municipal. El gobierno de la ciudad se mostró reacio a enfrentarse a los sindicatos municipales; una "congelación de la contratación" anunciada fue seguida por un aumento en las nóminas de la ciudad de 13 000 personas en un trimestre, y un despido anunciado de ocho mil trabajadores resultó en que solo 436 empleados dejaran el gobierno de la ciudad.
La primera solución propuesta fue la Corporación de Asistencia Municipal, que trató de juntar el dinero de la ciudad y refinanciar sus fuertes deudas. Se estableció el 10 de junio de 1975, con Felix Rohatyn como presidente y una junta de nueve ciudadanos prominentes, ocho de los cuales eran banqueros. Mientras tanto, la crisis siguió empeorando, con el déficit admitido de la ciudad alcanzando los 750 millones de dólares; los bonos municipales solo podían venderse con una pérdida significativa para los suscriptores.
El MAC insistió en que la ciudad hiciera reformas importantes, incluida una congelación de salarios, un despido importante, un aumento en las tarifas del metro y el cobro de matrículas en la Universidad de la Ciudad de Nueva York. La Legislatura Estatal de Nueva York apoyó al MAC al aprobar una ley que convirtió el impuesto sobre las ventas de la ciudad y el impuesto sobre la transferencia de acciones en impuestos estatales, que, una vez recaudados, se usaron como garantía para los bonos del MAC. El estado de Nueva York también aprobó una ley estatal que creó una Junta de Control Financiero de Emergencia para monitorear las finanzas de la ciudad, requirió que la ciudad equilibrara su presupuesto dentro de tres años y requirió que la ciudad siguiera las prácticas contables aceptadas. Pero incluso con todas estas medidas, el valor de los bonos MAC bajó de precio y la ciudad luchó por encontrar el dinero para pagar a sus empleados y mantenerse en funcionamiento. El MAC vendió 10 mil millones de dólares en bonos.
No logró resultados rápidamente y el estado ideó una solución mucho más drástica: la Junta de Control Financiero de Emergencia (EFCB). Era una agencia estatal y los funcionarios de la ciudad tenían solo dos votos en la junta de siete miembros. El EFCB tomó el control total del presupuesto de la ciudad. Hizo recortes drásticos en los servicios y gastos municipales, recortó el empleo en la ciudad, congeló los salarios y aumentó las tarifas de los autobuses y el metro. Se recortó el nivel de gasto social. Se cerraron algunos hospitales, al igual que algunas sucursales de bibliotecas y estaciones de bomberos. Los sindicatos ayudaron, asignando gran parte de sus fondos de pensión a la compra de bonos de la ciudad, poniendo en riesgo las pensiones si ocurría la quiebra.
Se redactó una declaración del alcalde Beame y estuvo lista para publicarse el 17 de octubre de 1975, si el sindicato de maestros no invertía 150 millones de dólares de sus fondos de pensiones en valores de la ciudad. "El contralor me informó que Nueva York no tiene suficiente efectivo disponible para cumplir con las obligaciones de deuda que vencen hoy", dijo el comunicado. "Esto constituye el incumplimiento que hemos luchado por evitar". La declaración de Beame nunca se distribuyó porque Albert Shanker, el presidente del sindicato de maestros, finalmente entregó 150 millones de dólares del fondo de pensiones del sindicato para comprar bonos de la Corporación de Asistencia Municipal. Dos semanas después, el presidente Gerald R. Ford enfureció a los neoyorquinos al negarse a otorgar un rescate a la ciudad.
Posteriormente, Ford firmó la Ley de Financiamiento Estacional de Nueva York de 1975, un proyecto de ley del Congreso que otorgaba préstamos federales a la ciudad por un valor de 2300 millones de dólares durante tres años. A cambio, este ordenó a la ciudad aumentar los cargos por los servicios de la ciudad, cancelar un aumento salarial para los empleados de la ciudad y reducir drásticamente la cantidad de personas en su fuerza laboral.
Rohatyn y los directores de MAC persuadieron a los bancos para que aplazaran el vencimiento de los bonos que tenían y aceptaran menos intereses. También persuadieron a los fondos de pensiones de los empleados de la ciudad y del estado para que compraran bonos MAC para pagar las deudas de la ciudad. El gobierno de la ciudad recortó su número de empleados en 40 000, diferió los aumentos salariales ya pactados en los contratos y los mantuvo por debajo del nivel de inflación. Los préstamos fueron pagados con intereses.
Un conservador fiscal, el demócrata Ed Koch, fue elegido alcalde en 1977. Hacia finales de los años 1970 Nueva York había eliminado su deuda a corto plazo. Para 1985 ya no necesitaba el apoyo de la Corporación de Asistencia Municipal y se eliminó por votación.

### Apagón
El apagón de Nueva York de 1977 se produjo el 13 de julio de ese año y duró 25 horas, durante las cuales los barrios negros e hispanos fueron víctimas de la destrucción y el saqueo. Más de 3000 personas fueron arrestadas, y las prisiones ya abarrotadas de la ciudad estaban tan sobrecargadas que algunos sugirieron reabrir el Complejo de detención de Manhattan recientemente cerrado.
La crisis financiera, las altas tasas de criminalidad y los daños causados por los apagones llevaron a la creencia generalizada de que Nueva York estaba en un declive irreversible y más allá de la redención. A fines de la década de 1970, casi un millón de personas se habían ido, una pérdida de población que no se recuperaría hasta dentro de veinte años. Para Jonathan Mahler, el cronista de The Bronx is Burning, "El término clínico para esto, crisis fiscal, no se acercaba a la cruda realidad. La crisis espiritual era más como eso.”